# Brachyphaea simpliciaculeata
Brachyphaea simpliciaculeata là một loài nhện trong họ Corinnidae.
Loài này thuộc chi Brachyphaea. Brachyphaea simpliciaculeata được Lodovico di Caporiacco miêu tả năm 1949.